# Caloenas
Caloenas – rodzaj ptaków z podrodziny treronów (Raphinae) w rodzinie gołębiowatych (Columbidae). Jedynym żyjącym gatunkiem jest nikobarczyk (C. nicobarica).

## Zasięg występowania
Rodzaj obejmuje jeden żyjący współcześnie gatunek występujący od Andamanów i Nikobarów do Filipin i Wysp Salomona.

## Morfologia
Długość ciała 32–38 cm; masa ciała samców 460–525 g, samic 490–600 g.

## Systematyka

### Etymologia
- Caloenas: gr. καλος kalos „piękny”; οινας oinas, οιναδος oinados „gołąb”[7].
- Geophilus: gr. γεω- geō- „ziemny”, od γη gē „ziemia”; φιλος philos „miłośnik”[8]. Gatunek typowy: Columba cyanocephala J.F. Gmelin, 1789 (= Columba nicobarica Linnaeus, 1758).
- Phabalectryo: gr. φαψ phaps, φαβος phabos „gołąb”; αλεκτρυων alektruōn, αλεκτρυονος alektruonos „kogucik”[9]. Gatunek typowy: Columba nicobarica Linnaeus, 1758.

### Podział systematyczny
Znane jeden lub dwa wymarłe gatunki: Caloenas canacorum był dużym gatunkiem z Nowej Kaledonii i Tonga. Jest znany tylko z subfosylnych pozostałości i został prawdopodobnie wytępiony przez wczesnych osadników. Caloenas maculata, inny wymarły gatunek z nieznanego miejsca, wykazuje tylko nieznaczne podobieństwo do nikobarczyka ze względu na pióra na szyi. Ornitolodzy zaliczają go do rodzaju Caloenas, ale nie ma jednogłośnej zgody. Jeden okaz pozostał w World Museum w Liverpoolu; okaz ten został uwzględniony w analizie filogenetycznej przeprowadzonej przez Heupinka, van Grouwa i Lamberta (2014), która potwierdziła bliskie pokrewieństwo C. maculata z nikobarczykiem. Do rodzaju należą następujące gatunki:
- Caloenas nicobarica – nikobarczyk zwyczajny
- Caloenas maculata – nikobarczyk plamisty – takson wymarły prawdopodobnie przed początkiem europejskiej eksploracji Pacyfiku[12].
- Caloenas canacorum – takson wymarły.